# لبيد بن الأعصم
لبيد بن الأعصم هو رجل يهودي، ذكرت الروايات أنه سحر النبي محمد ﷺ .
قيل أنه سحر الرسول فبقي على ذلك ستة أشهر، حتى نزلت سورتي المعوذتين - سورة الفلق وسورة الناس - رقية له.
وقد ذكر جلال الدين السيوطي في كتابه «لباب النقول في أسباب النزول» ما ورد عن لبيد بن الأعصم، حيث يقول عن ابن عباس قال:

## ما صح في قصة سحر النبي
عَنْ عَائِشَةَ  قَالَتْ : «سُحِرَ النَّبِيُّ صَلَّى اللَّهُ عَلَيْهِ وَسَلَّمَ حَتَّى كَانَ يُخَيَّلُ إِلَيْهِ أَنَّهُ يَفْعَلُ الشَّيْءَ وَمَا يَفْعَلُهُ , حَتَّى كَانَ ذَاتَ يَوْمٍ دَعَا , وَدَعَا ثُمَّ قَالَ : أَشَعَرْتِ أَنَّ اللَّهَ أَفْتَانِي فِيمَا فِيهِ شِفَائِي ؟ أَتَانِي رَجُلانِ فَقَعَدَ أَحَدُهُمَا عِنْدَ رَأْسِي وَالآخَرُ عِنْدَ رِجْلَيَّ , فَقَالَ أَحَدُهُمَا لِلآخَرِ : مَا وَجَعُ الرَّجُلِ ؟ قَالَ : مَطْبُوبٌ ؟ قَالَ : وَمَنْ طَبَّهُ ؟ قَالَ : لَبِيدُ بْنُ الأَعْصَمِ . قَالَ : فِيمَا ذَا ؟ قَالَ : فِي مُشُطٍ وَمُشَاقَةٍ وَجُفِّ طَلْعَةٍ ذَكَرٍ . قَالَ فَأَيْنَ هُوَ ؟ قَالَ : فِي بِئْرِ ذَرْوَانَ . فَخَرَجَ إِلَيْهَا النَّبِيُّ صَلَّى اللَّهُ عَلَيْهِ وَسَلَّمَ ثُمَّ رَجَعَ فَقَالَ لِعَائِشَةَ حِينَ رَجَعَ : نَخْلُهَا كَأَنَّهُ رُءُوسُ الشَّيَاطِينِ . فَقُلْتُ : اسْتَخْرَجْتَهُ ؟ فَقَالَ : لا , أَمَّا أَنَا فَقَدْ شَفَانِي اللَّهُ , وَخَشِيتُ أَنْ يُثِيرَ ذَلِكَ عَلَى النَّاسِ شَرًّا , ثُمَّ دُفِنَتْ الْبِئْرُ»

## أراء العلماء في قصة سحر لبيد للنبي
- قال عياض : «فظهر بهذا أن السحر إنما تسلط على جسده وظواهر جوارحه لا على تمييزه ومعتقده...»[4]
- وقال المهلب :«صون النبي صلى الله عليه وسلم من الشياطين لا يمنع إرادتهم كيده , ففي الصحيح أن شيطاناً أراد أن يفسد عليه صلاته فأمكنه الله منه , فكذلك السحر ، ما ناله من ضرره لا يدخل نقصا على ما يتعلق بالتبليغ , بل هو من جنس ما كان يناله من ضرر سائر الأمراض من ضعف عن الكلام , أو عجز عن بعض الفعل , أو حدوث تخيل لا يستمر , بل يزول ويبطل الله كيد الشياطين»"[5]
- قال ابن القيم :«تبيَّن صحة الحديث ، وعدم تنقصه من منصب النبوة ، والله سبحانه وتعالى يعصم نبيَّه صلى الله عليه وسلم قبل السحر وأثناءه وبعده ، ولا يعدو سحره عن كونه متعلقاً بظن النبي صلى الله عليه وسلم أنه يأتي أهله وهو لم يفعل ، وهو في أمرٍ دنيوي بحت ، ولا علاقة لسحره بتبليغ الرسالة البتة»[6]